# Incisivo lateral inferior

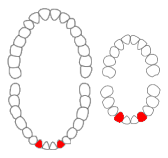

O Incisivo lateral inferior, é um dente inserido no osso mandíbular.

## Oclusão
Terço distal do incisivo central e metade mesial do incisivo lateral superior.
É maior que o incisivo central: 1,4 mm mais longo e 0,5 mm a mais em cada diâmento transversal. Nele, as características anatômicas são mais acentuadas; não tem a mesma regularidade do incisivo central. É menor a desproporção do tamanho da raiz; incisivo central a proproção entre a coroa e raiz é de 1 para 1,35; no lateral, é de 1 para 1,30.

## Erupção e medida
|              | Início      | Erupção           | Término |
| Calcificação | 12 meses    | 8 anos            | 11 anos |
|              | Total       | Coroa             | Raiz    |
| Comprimento  | 22,1 mm     | 9,6 mm            | 12,5 mm |
|              | Mesiodistal | Vestibulo-lingual |         |
| Diâmetro     | 5,9 mm      | 6,5 mm            |         |